# Luis Ruiz
 Luis Ruiz Sayago  (Huelva,  España, 30 de junio de 1992) es un futbolista español. Juega como defensa y su equipo es el San Fernando C. D. de la Primera Federación.

## Trayectoria
Comenzó a forjarse como futbolista en las categorías inferiores del Club Atlético de Madrid, debutando en 2010 con su segundo equipo filial, el Club Atlético de Madrid "C", en Tercera División.
Tras dos temporada en el filial rojiblanco, en verano de 2013 se incorporó al primer equipo del Club Deportivo Leganés para realizar con ellos la pretemporada a modo de prueba. Habiendo recibido la aprobación del entrenador, Asier Garitano, el conjunto pepinero definitivamente se hizo con sus servicios. En su primera temporada dispuso de minutos en treinta partidos, siendo partícipe del ascenso que llevaría a los blanquiazules hasta la Segunda División. En julio de 2014 renovó su compromiso con el club por una temporada más.
Jugó su primer partido de Segunda División el 24 de agosto, en un encuentro ante el Deportivo Alavés que finalizó con empate a un gol. Tras el ascenso a Primera División con el conjunto pepinero, fichó por el Cádiz Club de Fútbol el 2 de agosto de 2016 con el objetivo de mantenerse en Segunda División.
En agosto de 2019, tras dos años en el C. D. Lugo, fichó por el R. C. Deportivo de La Coruña. Un año después regresó a Lugo. Esta segunda etapa en el club duró una temporada y, tras un tiempo sin equipo, el 8 de noviembre de 2021 firmó por el San Fernando C. D.

## Clubes
| Club                         | País   | Año           |
| ---------------------------- | ------ | ------------- |
| Atlético de Madrid "C"       | España | 2011-2013     |
| C. D. Leganés                | España | 2013-2016     |
| Cádiz C. F.                  | España | 2016-2017     |
| C. D. Lugo                   | España | 2017-2019     |
| R. C. Deportivo de La Coruña | España | 2019-2020     |
| C. D. Lugo                   | España | 2020-2021     |
| San Fernando C. D.           | España | 2021-presente |